# Томпсон, Пол
Paul Thompson может также относиться к китаисту (1931—2007) и музыканту (род.1951)
Пол То́мпсон (англ. Paul Thompson; род. 1935) — британский историк.

## Биография
Окончил Оксфордский университет (1958), защитил диссертацию «Политическое движение лондонских рабочих и формирование Лейбористской партии в Лондоне, 1885—1914» (1964). С 1964 г. преподаёт историю и социологию в Эссексском университете, с 1988 г. профессор.

## Научная деятельность
Опубликовал «Историю английской архитектуры» (англ. History of English Architecture; 1965, 2-е издание 1979), книгу «Труды Уильяма Морриса» (англ. The Work of William Morris; 1967, 3-е издание 1991), биографию архитектора Уильяма Баттерфилда (1971) и многие другие сочинения. Наиболее известен, однако, своей работой по развитию и популяризации метода устной истории, начатой в книге «Голос прошлого: Устная история» (англ. The Voice of the Past: Oral History; 1977, 3-е издание 2000, русский перевод 2003). Томпсон также был основателем и первым главным редактором журнала «Oral History», основал национальную коллекцию жизненных историй (англ. National Life Story Collection) в Национальном архиве звукозаписей Британской библиотеки. Метод устной истории лёг в основу фундаментального труда Томпсона «Эдвардианцы. Воссоздание британского общества» (англ. The Edwardians, The Remaking of British Society; 1975, 2-е издание 1992), посвящённого всестороннему обзору эпохи царствования британского монарха Эдуарда VII (1901—1910) и основанного на записи 444 рассказов людей, заставших эту эпоху.